# Buenache de Alarcón
Buenache de Alarcón település Spanyolországban, Cuenca tartományban. Buenache de Alarcón Alarcón községgel határos. Lakosainak száma 440 fő (2024).

## Népesség
A település népessége az utóbbi években az alábbiak szerint változott:
| Lakosok száma | 616  | 630  | 645  | 657  | 613  | 530  | 491  | 459  | 454  | 440  |
|               | 2001 | 2004 | 2006 | 2009 | 2011 | 2014 | 2016 | 2019 | 2021 | 2024 |